# Ошакати
Ошакати (на английски: Oshakati) е град, административен център на провинция Ошана, северна Намибия. Населението на града е 36 541 души (по данни от 2011 г.).

## Побратимени градове
- Виндхук, Намибия от 18 април 2002 г.